# Liste zerstörter Denkmale in Thüringen
Diese Liste zerstörter Denkmale in Thüringen ist eine Übersicht über die vorhandenen Verzeichnisse abgegangener bzw. zerstörter Bau- und Kulturdenkmale in Thüringen. Sie dient ausschließlich der Orientierung. Thüringen verliert pro Jahr etwa 100 Kulturdenkmale.

## Listen nach Landkreisen und kreisfreien Städten
- Liste zerstörter Denkmale im Landkreis Altenburger Land
  - Ehemalige Kulturdenkmale in Altenburg
- Liste zerstörter Denkmale im Landkreis Eichsfeld
- Liste zerstörter Denkmale in Erfurt
- Liste zerstörter Denkmale in Gera
- Liste zerstörter Denkmale im Landkreis Gotha
  - Liste zerstörter Denkmale in Gotha
- Liste zerstörter Denkmale im Landkreis Greiz
- Liste zerstörter Denkmale im Landkreis Hildburghausen
- Liste zerstörter Denkmale im Ilmkreis
- Liste zerstörter Denkmale in Jena
- Liste zerstörter Denkmale im Kyffhäuserkreis
- Liste zerstörter Denkmale im Landkreis Nordhausen
- Liste zerstörter Denkmale im Saale-Holzland-Kreis
- Liste zerstörter Denkmale im Saale-Orla-Kreis
- Liste zerstörter Denkmale im Landkreis Saalfeld-Rudolstadt
- Liste zerstörter Denkmale im Landkreis Schmalkalden-Meiningen
  - Liste zerstörter Denkmale in Schmalkalden
- Liste zerstörter Denkmale im Landkreis Sömmerda
- Liste zerstörter Denkmale im Landkreis Sonneberg
- Liste zerstörter Denkmale in Suhl
- Liste zerstörter Denkmale im Unstrut-Hainich-Kreis
- Liste zerstörter Denkmale im Wartburgkreis
  - Liste zerstörter Denkmale in Eisenach
- Liste zerstörter Denkmale in Weimar
- Liste zerstörter Denkmale im Weimarer Land